# Annona (economia)
L'annona è la politica di un paese per le proprie scorte di cereali e delle altre derrate alimentari.

## Origine del nome
Prende il nome dalla dea Annona a cui furono consacrati, a Roma, i magazzini pubblici per il frumento e che poi designò il nome dei magazzini; il termine è rimasto a indicare definitivamente la politica degli approvvigionamenti alimentari e l'insieme stesso delle derrate.

## Antichità
Il sorgere delle città, in epoche in cui la conservazione delle derrate e quella dei trasporti erano precarie, fu possibile quando il sistema di approvvigionamento alimentare di grandi masse di uomini fu assicurato da un sistema che permetteva l'afflusso delle merci dalle campagne.
Tutte le città dell'antichità si preoccuparono, inoltre, di racchiudere tra le mura scorte di cereali da impiegare in tempi di assedi o di carestia. L'esigenza, egualmente essenziale a Babilonia, ad Alessandria e ad Atene, assunse a Roma peculiarità specifiche siccome si raccolsero nell'Urbe decine di migliaia di antichi contadini combattenti che le guerre successive avevano privato della terra, ma che combattendo avevano confermato i propri diritti politici, tanto da essere in grado di vendere i propri voti in cambio, come predica l'antico adagio di “pane e giochi circensi”.
Al tempo del proprio splendore Roma giunse ad importare 3,5 milioni di quintali di frumento, per l'epoca una quantità astronomica. Si potrebbe sostenere che tutta l'organizzazione politica dell'Impero fu modulata sulla duplice esigenza di rifornire di frumento la capitale e le legioni di stanza ai confini. L'immensa quantità del frumento importato da Roma proveniva da una pluralità di province, Sicilia, Sardegna, province asiatiche e africane, ma il perno dell'approvvigionamento era costituito dall'Egitto, che soddisfaceva oltre metà del fabbisogno.
Il ruolo dell'Egitto per saziare la fame della plebe romana era tale che Augusto, che assoggettò l'Egitto al ruolo annonario del futuro, vietò ai senatori l'ingresso nella provincia, amministrata da un suo agente di rango equestre, il prefetto d'Egitto. L'importanza dell'Egitto come perno annonario si colorì anche di significati religiosi quando Costantino, per piegare il patriarca di Alessandria, Atanasio, il paladino del credo di Nicea, lo accusò, falsamente, di avere sollevato il popolo alessandrino per impedire il carico delle navi frumentarie attese a Costantinopoli, divenuta seconda capitale dell'Impero, come la prima popolata da una plebe oziosa che attendeva che il cibo giungesse, gratuitamente, dal mare.

## Medioevo
Nel Medioevo la preoccupazione di rifornire le città di frumento fu equivalente a quella delle città del tempo di Atene e Roma: tutte le città medievali curarono la propria politica annonaria, che proseguì nei principati rinascimentali, ciascuno dei quali aggiornava le norme annonarie con le “grida sul frumento” le cui raccolte insegnano quanto fu ardimentoso, prima della rivoluzione agraria moderna, assicurare il pane a collettività la cui consistenza ci appare oggi del tutto modesta.
Fu soprattutto nel XIII secolo, e nel periodo anteriore alla Peste nera del 1348 che le città-stato europee, soprattutto quelle italiane e delle Fiandre  ebbero il maggiore incremento demografico e divenne impegnativo assicurare un regolare rifornimento alimentare.
Fu istituito l'obbligo per le campagne del territorio del "contado" di convogliare le eccedenze della produzione sul mercato cittadino.
Fu stabilita una  normativa mirante ad evitare accaparramenti e di favorire il "popolo minuto". Il sistema corporativo agevolava  una stretta sorveglianza sul commercio e in particolare sui fornai e macellai, (beccai). Le magistrature preposte presero il nome di "abbondanza".

## Età moderna

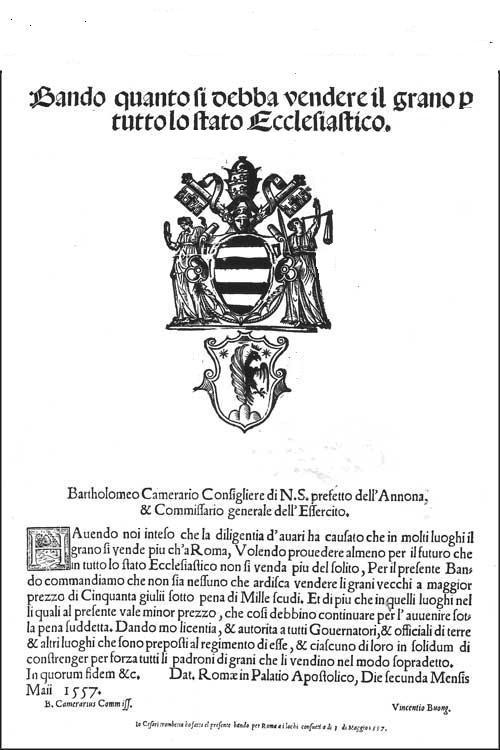
Grida sul prezzo del grano - tratto da Biblioteca Nuova terra antica

Nell'Italia del seicento il problema dell'afflusso delle derrate alimentari divenne grave per  le ricorrenti carestie. Il Manzoni, nei Promessi sposi, ci descrive appunto una rivolta determinata dalla scarsità del grano, soprattutto per l'insipienza del "magistrato" addetto: il Vicario di Provvisione.
Riassume la tradizione annonaria dei secoli tra il Medioevo e l'inizio dell'età Moderna Ludovico Antonio Muratori nella propria Pubblica Felicità, pubblicata il 1749, un'opera capitale del pensiero politico settecentesco. Ha inizio, peraltro, nei decenni  successivi, l'acceso dibattito, tra i primi economisti, sull'utilità di un sistema di governo pubblico delle scorte di frumento, che molte voci contestano in nome dei nuovi ideali liberistici. Nella realtà i progressi dell'agricoltura e i nuovi mezzi di trasporto rendono le carestie meno frequenti che nei secoli precedenti, e la liberalizzazione corrisponde ad un'esigenza di razionalità. Al grande dibattito partecipano tutti gli scrittori economici dell'epoca, i francesi Duhamel du Monceau e Jacques de Turgot, l'inglese Arthur Young, gli italiani Ferdinando Galiani, Cesare Beccaria e Pietro Verri. A prescindere dalla posizione di Young, posizione particolare siccome, anticipando più di un giornalista moderno, l'agronomo inglese riceve denaro dai grandi proprietari per sostenere, con i suoi scritti, le sovvenzioni pubbliche alle esportazioni, le posizioni diverse si possono ordinare da quella di Galiani, che cerca il successo dei salotti parigini proclamando la stupidità di qualunque politica granaria statale, a quella di assoluto realismo di Pietro Verri, che proclama che non esiste politica “giusta” in astratto, ma che in ogni paese le esigenze annonarie debbono essere risolte secondo le condizioni locali: entità della produzione, facilità di importazioni, costo dei trasporti.

### La questione del commercio dei grani
La risposta tradizionale dei governi del Settecento in tema del commercio del grano era impedire che i cereali uscissero dal paese per evitare rialzi dei prezzi, carestie e tumulti popolari.
In contrapposizione a tale politica, i fisiocratici si batterono per la libertà di commercio perché, a loro dire, mantenendo alti i prezzi dei prodotti della terra si sarebbe incentivata la produzione agricola.
Divenne caratteristica dei governi dell'assolutismo illuminato l'abolizione delle restrizioni interne al commercio dei grani e la marcata attenuazione dei vincoli al commercio internazionale. L'iniziativa francese tra il 1764 e il 1774 in tal senso, fu però abbandonata a seguito di tumulti popolari.
Nello Stato Pontificio una liberalizzazione in tal senso venne annunciata per la prima volta da Pio VII con il motu proprio "Le più colte" del 1801: anche in questo caso, con la libertà dei commerci interni dei grani e l'abolizione dell'Annona, veniva però mantenuto il divieto alle esportazioni di questi.
Di opposto segno la tematica in Inghilterra negli anni 1838-1846. Un forte movimento di opinione, l'Anti-Corn Law League riuscì ad ottenere l'abbattimento dei dazi doganali in entrata per far diminuire per la popolazione, soprattutto cittadina i prezzi dei beni alimentari e nello stesso tempo garantire all'industria britannica un aumento delle esportazioni dei manufatti sui mercati da cui provenivano i prodotti agricoli.

## Età contemporanea
Nell'età contemporanea il termine Annona in Italia è la denominazione assunta dalle autorità comunali, dette appunto, assessorato all'Annona, preposte ai mercati. Il primitivo compito di assicurare  gli approvvigionamenti, ora assicurato dalle "leggi del mercato", si è mutato in controllo delle licenze commerciali, vigilanza sui prezzi e sulla qualità dei prodotti. Durante periodi eccezionali, come il periodo di guerra, aveva assunto il delicato compito del tesseramento alimentare: un complesso sistema che intendeva assicurare una equa distribuzione dei beni alimentari ed altri beni di prima necessità, che alimentò, però un fiorente mercato nero. Negli anni tra le due guerre la politica annonaria in Italia fu incentrata nell'ammasso dei cereali, affidato ai Consorzi agrari coordinati da Confindustria.
Il prezzo del grano in Europa e Stati Uniti è determinato univocamente da organi pubblici sovranazionali, e non risulta quindi dall'incontro di domanda e offerta in un mercato aperto e regolamentato, diversamente da quanto avviene per altre commodity.
Le politiche del WTO, l'Organizzazione Mondiale per il Commercio, muovono invece nella direzione di un disintervento statale nella politica annonaria e vietano l'accumulo delle eccedenze produttive invendute. La politica annonaria prevede di fare scorta nei periodi di raccolto abbondante, detto di "vacche grasse", per utilizzarle in quelli di carestia. La distruzione dei silo di grano e il divieto di accumulare scorte avvengono nell'ottica che il prezzo di mercato debba risultare dall'incontro di domanda e offerta.
L'utilizzo delle scorte di grano può avere finalità speculative, ma anche di calmierare i prezzi. Se la scorta è accumulata quando la domanda eccede l'offerta per alzare i prezzi, la finalità è chiaramente speculativa. Se è impiegata quando l'offerta scarseggia o quando il raccolto è abbondante, per evitare un deprezzamento eccessivo del grano, lo scopo diventa di stabilizzare i prezzi a tutela dei consumatori e dei produttori.
Tenuto conto che il grano è un prodotto durevole, che si può conservare per anni, l'accumulo di scorte è una valida alternativa alla distruzione delle eccedenze di produzione, che già i produttori attuano per altre colture, come frutta e ortaggi, per evitare un ribasso dei prezzi in caso di una produzione sovrabbondante.
Nei mercati in genere, c'è interesse a colludere, il che garantisce ai produttori un profitto comunque più alto di quello della libera concorrenza. Oltre a questo, nel caso specifico del grano, esistono altre due ragioni che distorcono la concorrenza e spingono a colludere: il grano è un prodotto standard e la sua domanda è anelastica.
1. Prodotto standard: per il mercato del grano è da notare che si tratta di un prodotto standard, poco differenziato, con una biodiversità che si va riducendo, un numero di specie ancora coltivate nel mondo che è molto inferiore a 50 anni fa. In un mercato del genere la concorrenza potrebbe consistere più che altro in una guerra di prezzi, di profitti al ribasso, dannosa per tutti. In altre arene competitive, la concorrenza può spingere a differenziare il rapporto prezzo/qualità, a specializzarsi in nicchie di mercato, ma questo non funziona nel caso del grano. Quando l'alternativa è la guerra dei prezzi su un prodotto non differenziabile da un produttore all'altro, l'interesse a colludere è maggiore.
2. Domanda anelastica: trattandosi di un genere di prima necessità, come l'acqua, l'elasticità della domanda rispetto al prezzo è particolarmente bassa, e i produttori hanno interesse a colludere per portare i prezzi ai più alti livelli di prezzo che la domanda tollera senza penalizzare le vendite.

In un'ottica di libero mercato, consumatori e produttori vivono fortune alterne, con l'avvicendarsi di periodi ciclici di abbondanza e di carestia. In un caso, il consumatore beneficerà di prezzi ridotti e il compito di fare scorta per i periodi peggiori viene tradizionalmente affidato al ruolo intermediatore dello Stato. Nell'altro caso, ci sarà un periodo di benessere per i produttori.
Quest'ipotesi trascura il ruolo delle scorte speculative che vengono a crearsi dove non c'è un prezzo politico del grano. Il libero incontro di domanda e offerta svolge una funzione di apripista per l'accumulo di scorte speculative, per l'ingresso nel mercato di soggetti economici che non sono né produttori né consumatori, eppure condizionano quantità e prezzo di equilibrio del mercato. Data la variabilità climatica e i periodici cicli di carestia e raccolto abbondante, se il prezzo è determinato da un libero scambio, è anche soggetto negli anni a una forte variabilità. Entreranno nel mercato soggetti che comprano grano nei periodi di raccolto abbondante, lo tengono a scorta per anni, per poi rivenderlo a prezzi molto più alti quando l'offerta scarseggia. Questo andrà a svantaggio dei consumatori che avranno meno disponibilità di fare scorte quando i prezzi sono davvero convenienti, e dei produttori nei periodi di depressione. Chi accumula scorte speculative, infatti, non ha i costi fissi di una struttura produttiva da remunerare, e, nei periodi di crisi, è certo di vendere, perché è in grado di fare un prezzo leggermente meno caro di quello dei produttori in perdita.
Una funzione di stabilizzazione dei prezzi può essere svolta dagli strumenti finanziari, in particolare dai derivati, che hanno come sottostante la commodity-grano. Lo strumento in questi casi non è speculativo in quanto è emesso da produttori che realmente possiedono il sottostante grano. La sottoscrizione di opzioni call che danno al consumatore (o a gruppi di acquisto) il diritto di comprare grano ad un dato prezzo, esercitata in caso di rialzi dei prezzi correnti, consentono di stabilizzare i prezzi al consumo.
Viceversa, opzioni put che riservano ai produttori il diritto di vendere lo strumento ad un certo prezzo, esercitate se il prezzo del derivato e del sottostante titolo alimentare scendono sotto lo strike, consentono di recuperare le perdite in caso di raccolto abbondante e depressione dei prezzi di mercato.

## Uno sguardo al futuro
Se per millenni l'approvvigionamento annonario è stato problema strettamente locale, poi per molti secoli è diventato una esigenza locale connessa ad un problema di integrazione mediante acquisti marittimi; oggi il problema dell'approvvigionamento dei cereali ha assunto caratteristici connotati planetari. L'umanità produce e consuma 2 miliardi di tonnellate di cereali, di cui 260 milioni solcano, ogni anno, i mari, trasferendo frumento, mais e riso dalle aree di produzione sovrabbondante a quelle di produzione carente.
Negli anni più recenti il consumo ha mostrato la tendenza a superare di qualche decina di milioni di tonnellate la produzione, aggravato da ultimo dall'uso dei cereali per produrre bioetanolo e per l'alimentazione del bestiame da carne. Molti osservatori sostengono che il fenomeno è passeggero, e che la produzione riprenderà presto a precedere gli incrementi dei consumi. Invece biologi e agronomi autorevoli seguono l'osservazione già anticipata del Club di Roma che la produzione futura non potrà giovarsi dell'acquisto di nuovi spazi sconfinati a spese delle foreste, già sacrificate, di grandi apporti di acqua a carico di nuovi immani sbarramenti, di nuovi travolgenti successi della genetica, che si sarebbe avvicinata, negli ultimi trent'anni, ai limiti biologici oltre i quali le piante non possono produrre di più. Ora anche un autorevole organismo svedese (Stockholm International Water Institute) ha fissato per il 2050 l'anno in cui la penuria di cibo diverrà più evidente. Questo scenario agropolitico, era già stato anticipato da Antonio Saltini, in forma di romanzo.